# Klösterle (Innerteuchen)

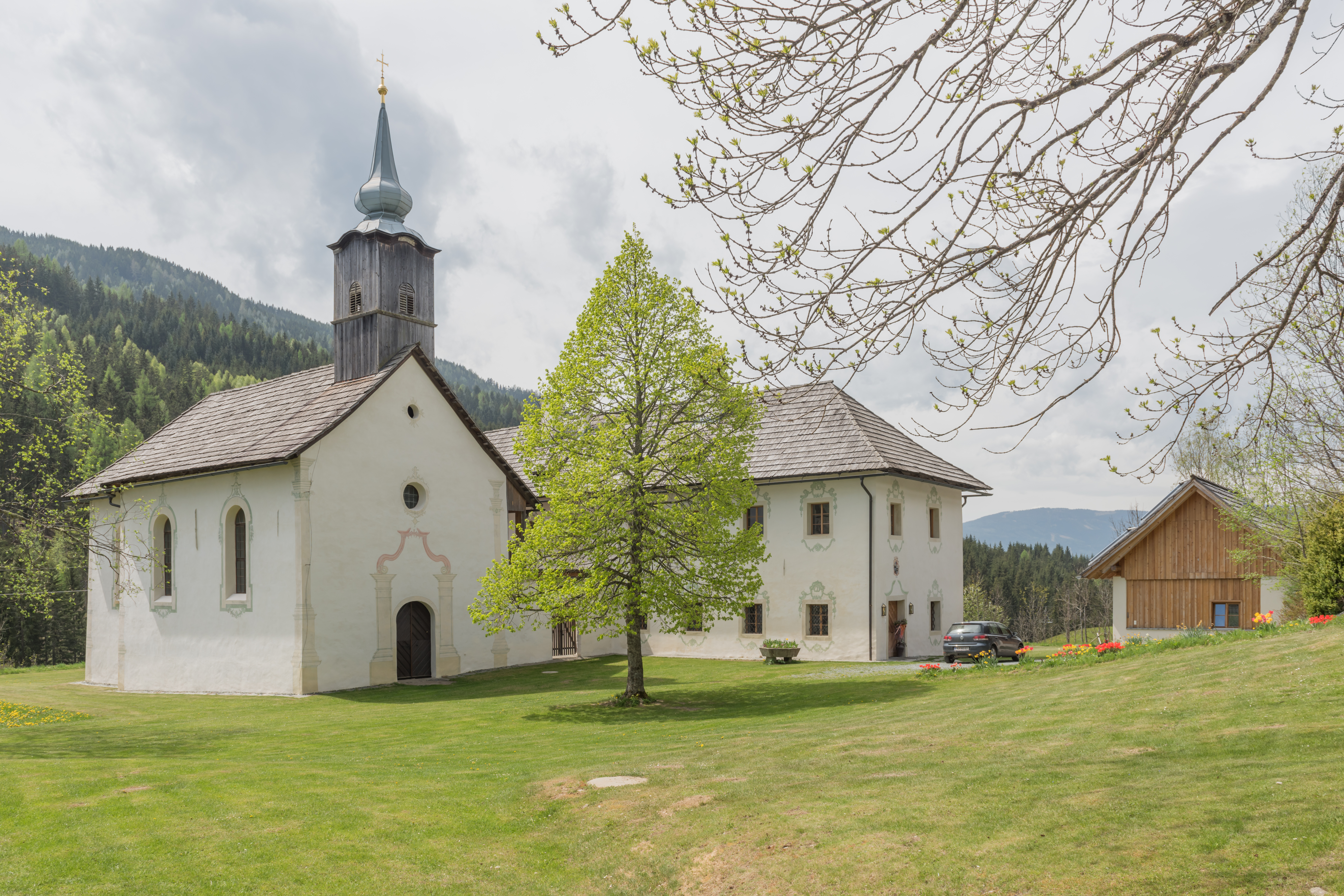
Gesamtanlage

Das Klösterle in Innerteuchen in der Gemeinde Arriach in Kärnten ist eine ehemalige Missionsstation, heute außer der Kirche in Privatbesitz.

## Geschichte
Die Hieronymiten gründeten in Innerteuchen zur Bekämpfung des Geheimprotestantismus ein Hospiz und 1754 im Auftrag der Kaiserin Maria Theresia ein Kloster, das aber bereits 1786 im Zuge der josefinischen Reformen wieder aufgehoben wurde. Ein Hieronymit blieb jedoch als Kurat für die Seelsorge in Innerteuchen. Seit dem Übergang 2008 in Privatbesitz erfolgten umfangreiche Innen- und Außenrestaurierungen.

## Pfarrkirche

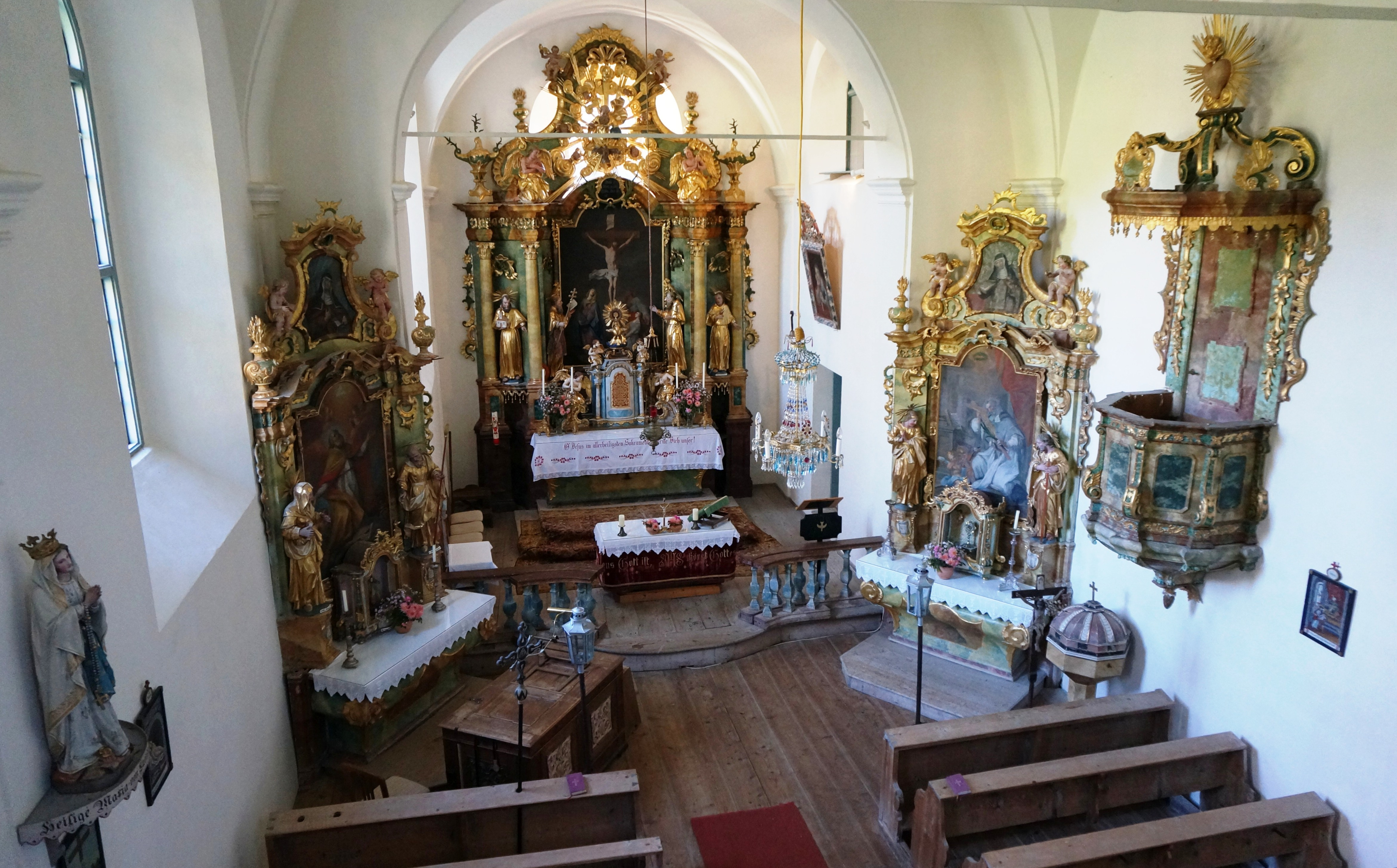
Kircheninneres

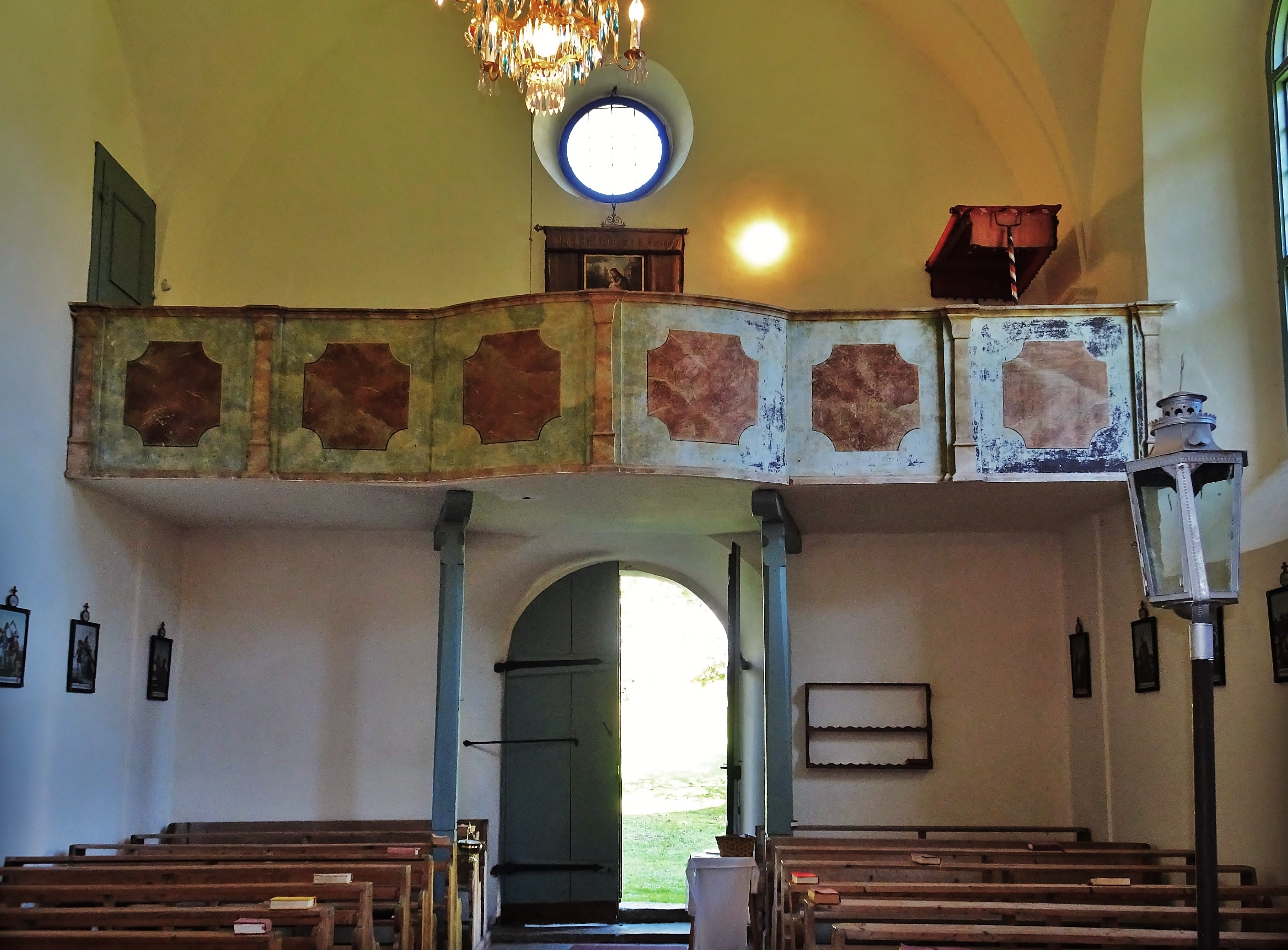
Die Empore

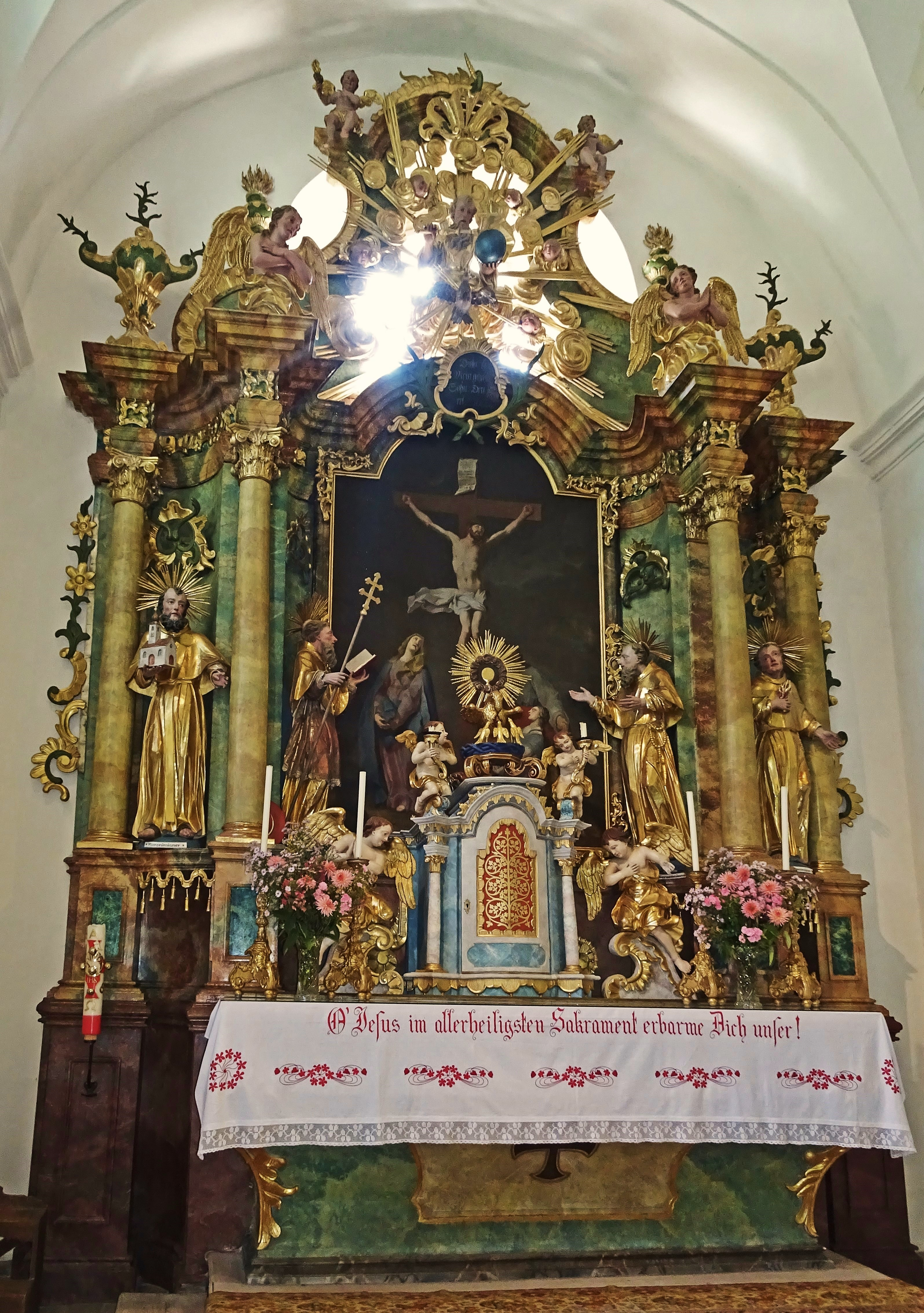
Der Hochaltar

Die Kirche wurde 1768 als Klosterkirche dem Heiligen Kreuz geweiht und 1792 zur Pfarrkirche umgewandelt. Die kleine gesüdete Kirche bildet den Ostflügel der ehemaligen Klosteranlage.
Der hölzerne Dachreiter mit Zwiebelhelm wurde 1794 hinzugefügt. Der Chor ist leicht eingezogen. Die Fenster sind rundbogig, das Portal besitzt einen gedrückten Rundbogen. Das Dach ist schindelgedeckt.
Im zweijochigen Langhaus erhebt sich ein Kreuzgratgewölbe mit Gurtbögen über einfachen toskanischen Pilastern. Die Holzempore steht auf zwei Säulen. Ein rundbogiger Triumphbogen verbindet das Langhaus mit dem Chor. Der quadratische Chor mit geradem Schluss ist kreuzgratgewölbt, ebenso die westlich anschließende Sakristei.

### Einrichtung
Die Einrichtung stammt einheitlich aus dem dritten Drittel des 18. Jahrhunderts. Das Hauptbild des Hochaltars zeigt die Kreuzigung Christi, flankiert von den Figuren des heiligen Hieronymus und drei Ordensheiligen. Im Aufsatz ist die Schnitzfigur Gottvaters angebracht. Das Hochaltarbild sowie die Altarfassung wurden 1766 von Peter Kröll geschaffen.
Das Bild des linken Seitenaltars stellt den hl. Nikolaus dar. Es wird flankiert von Statuen der Heiligen Anna links und Joachim rechts. Davor in einem kleinen Schrein steht ein sogenanntes Prager Jesulein.
Das Bild am rechten Seitenaltar von 1758 ist mit Josef Ferdinand Fromiller bezeichnet und zeigt das Stifterwappen der Familie Lodron. Im tabernakelartigen Schrein steht hinter Glas eine Kreuzesreliquie, die der Kirche den Namen gab. Assistenzfiguren sind Maria und Josef.
Die Kanzel wurde im dritten Viertel des 18. Jahrhunderts geschaffen.

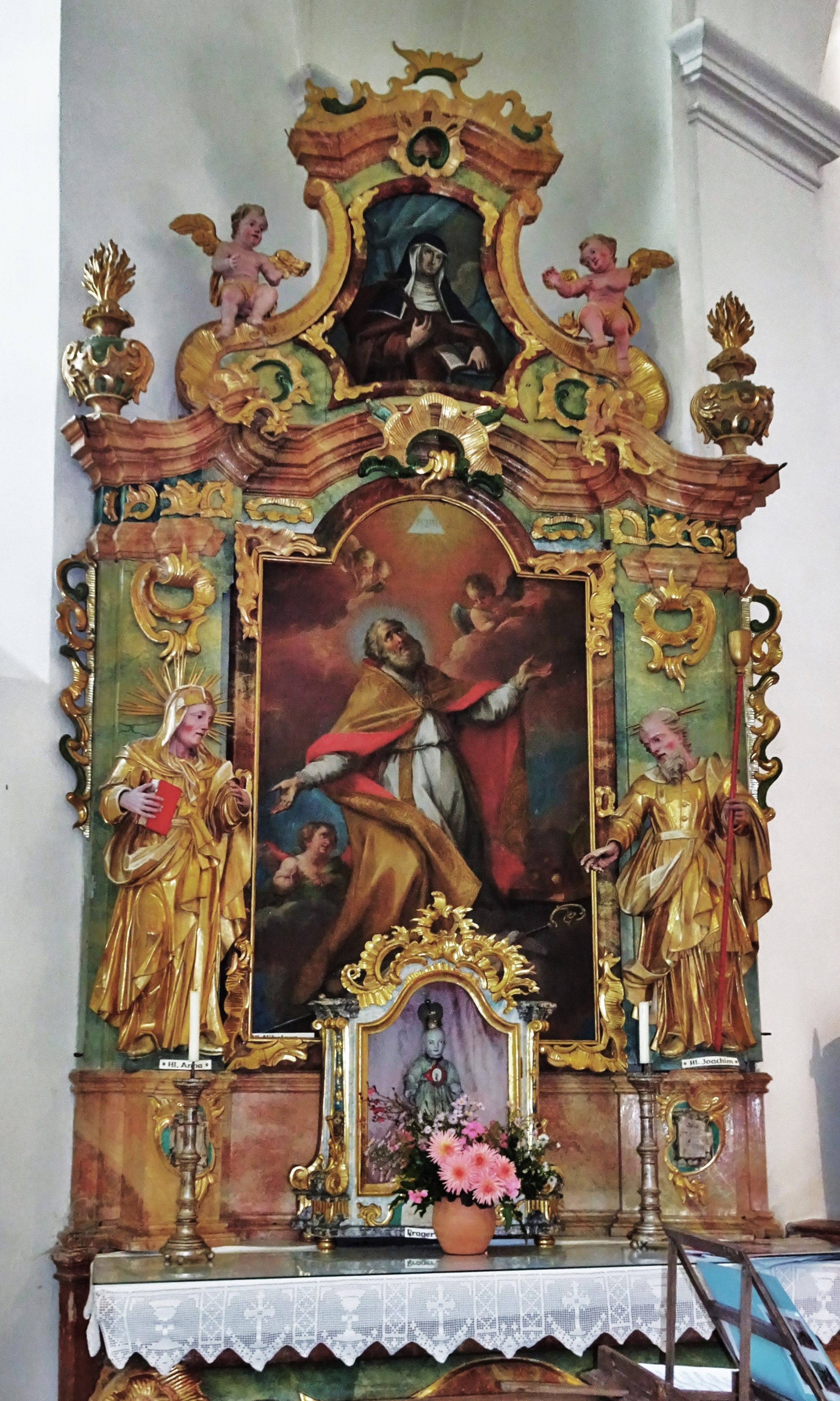
Der linke Seitenaltar
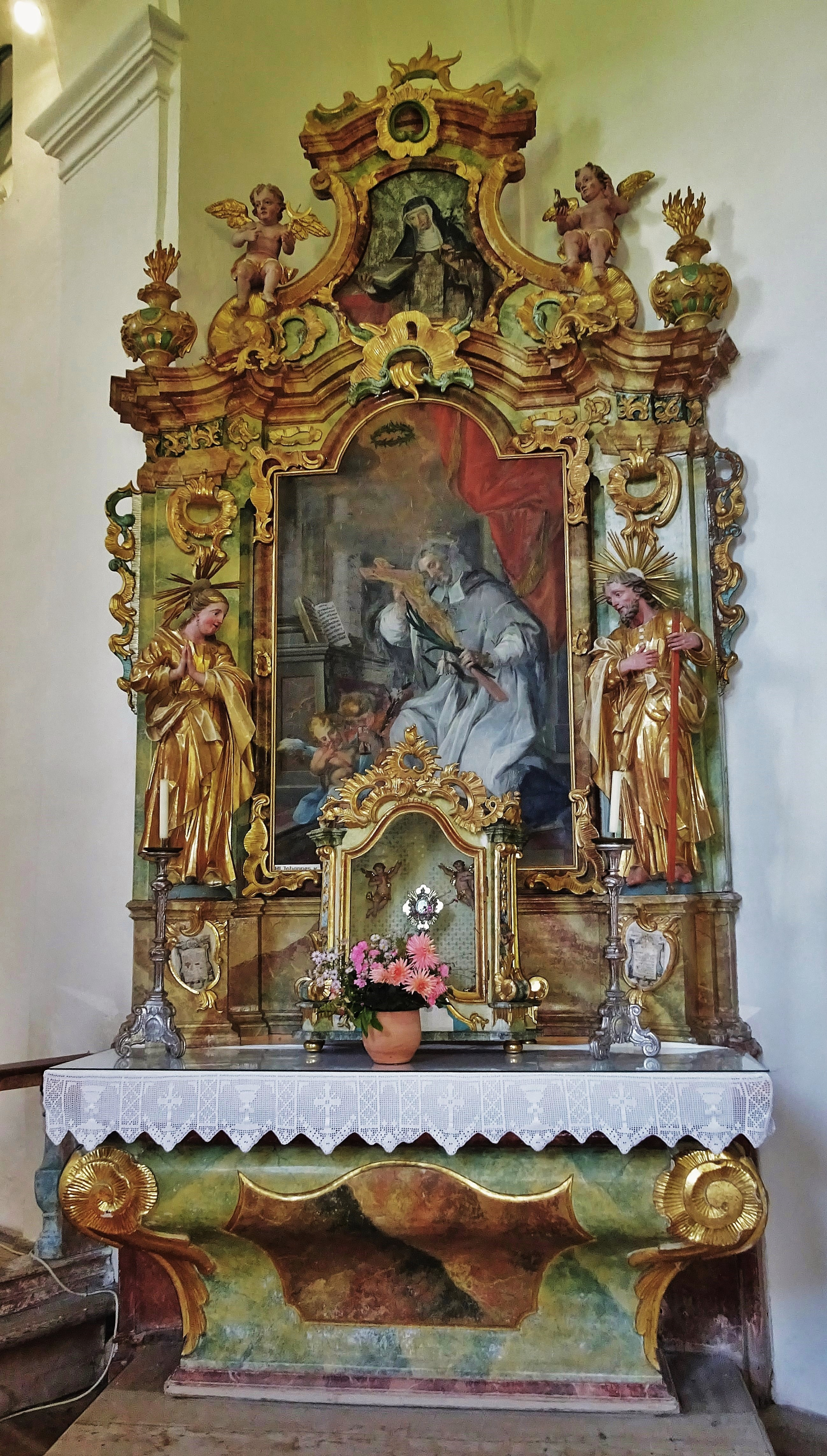
Der rechte Seitenaltar
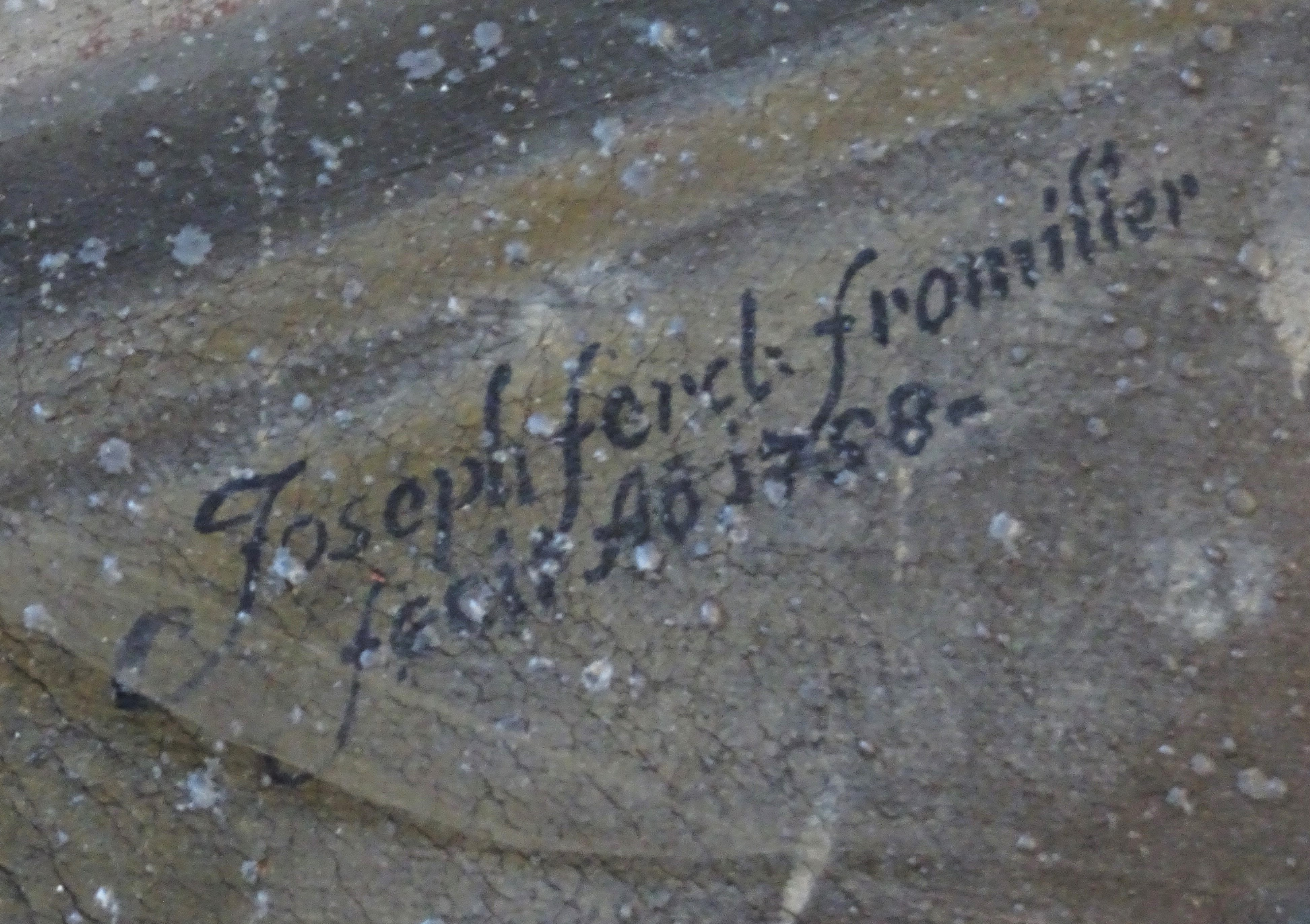
Fromillers Signatur auf dem Gemälde des rechten Seitenaltars, deutlich sind restaurierungsbedürftige Schäden zu sehen

## Klostergebäude
Das Klostergebäude ist eine winkelförmige, spätbarocke zweigeschoßige Zweiflügelanlage zu vier bzw. neun Fensterachsen. Der Westflügel wurde vermutlich unter Kurat Bartholomäus Lewitschnig (1838–1851) nach Norden verlängert. Das Dach ist schindelgedeckt. Die Nordfassade weist barockes Architekturdekor auf. Der Gang im Erdgeschoß ist kreuzgratgewölbt, auf einer Seite des Ganges befinden sich die ehemaligen Klosterzellen mit Korbbogentüren. Von hier gelangt man auch zu einem zweisitzigen Abort. Eine gerade gegenläufige Treppe führt in das Obergeschoß. Dieses hat eine flache Decke und gerade Türstürze. Von hier führt eine Tür zur Kirchenempore.

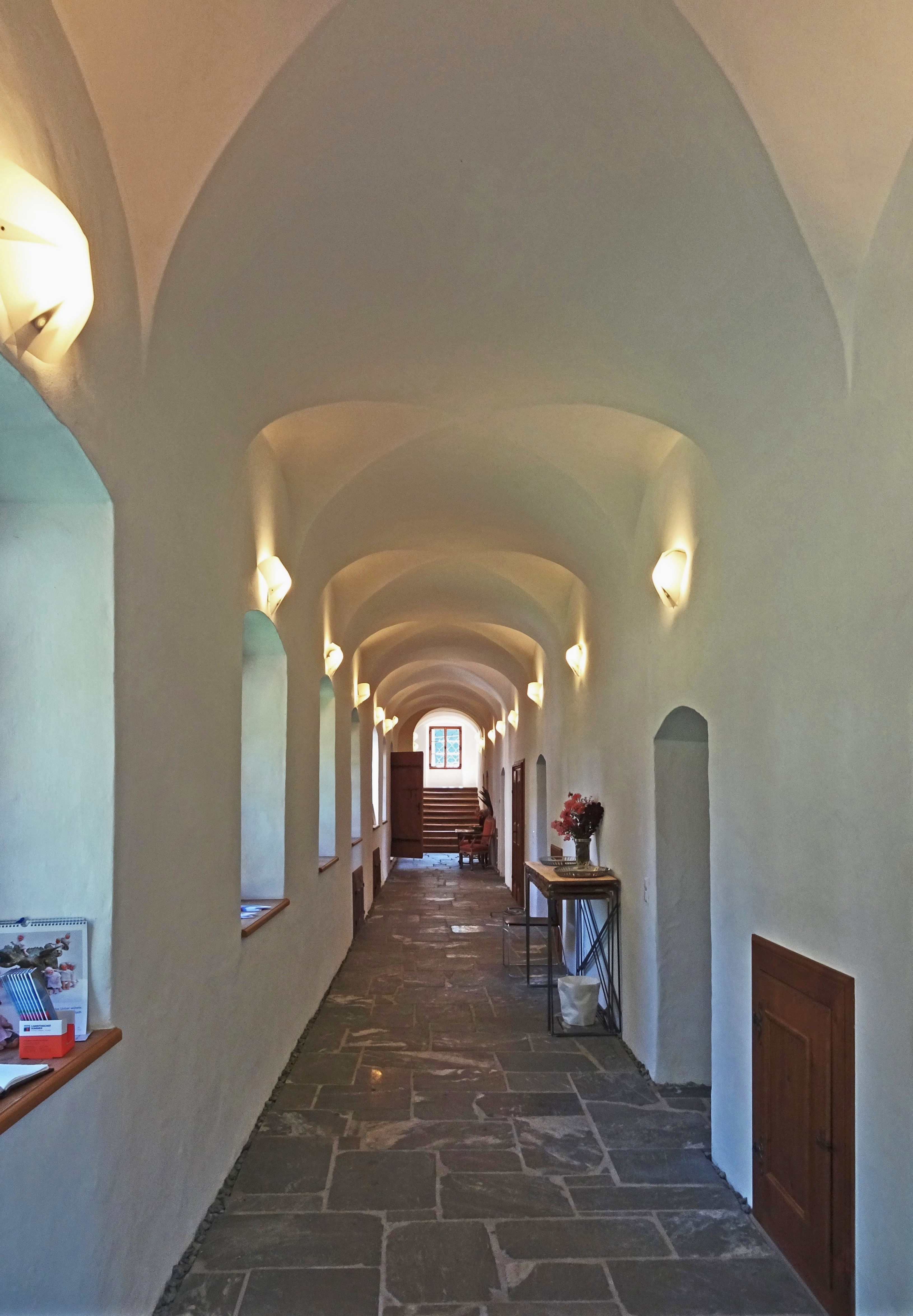
Gang im Erdgeschoß
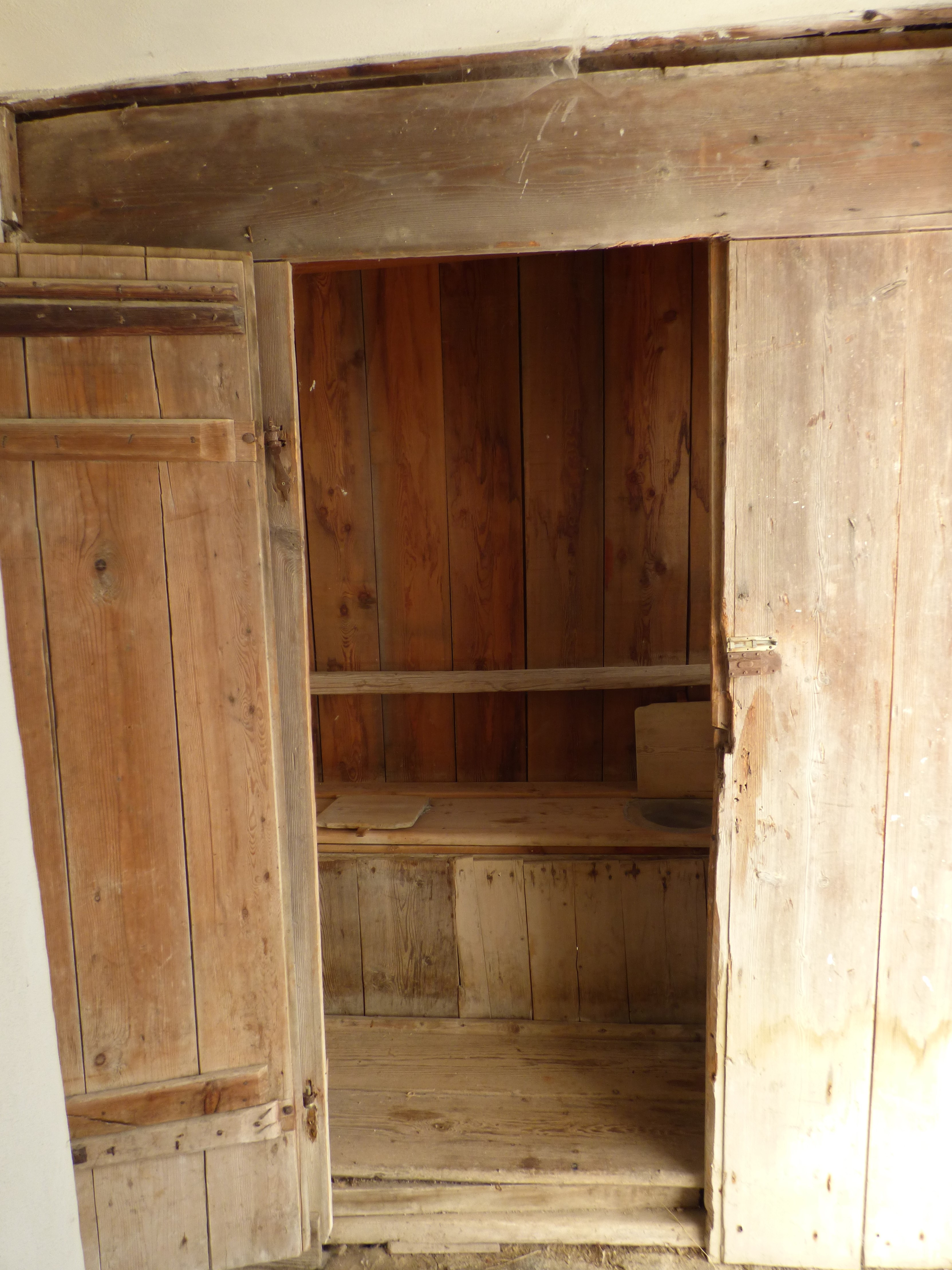
Zweisitziger Abort
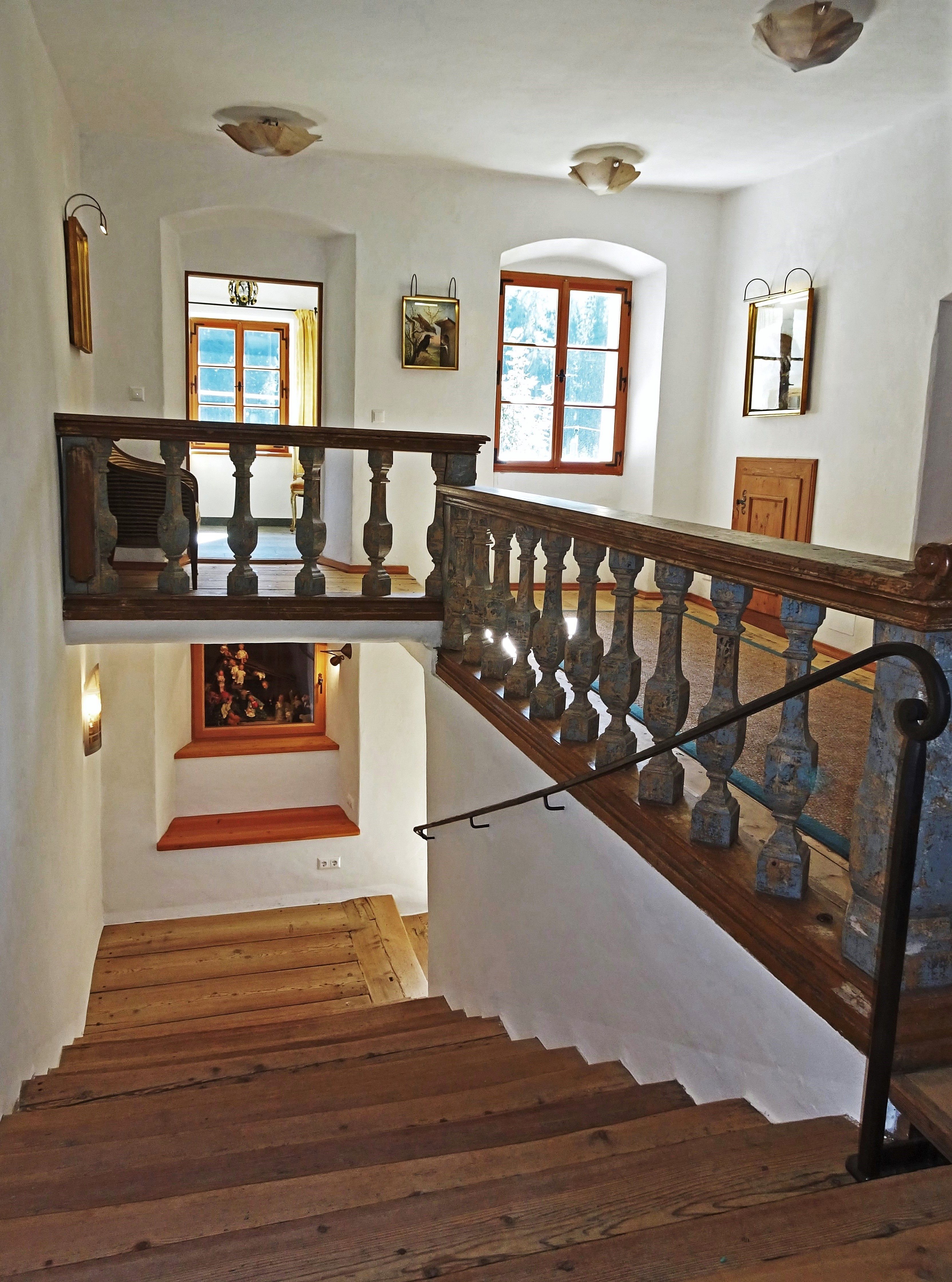
Stiege ins Obergeschoß